# Szirénfalva
Szirénfalva (1899-ig Ptruksa, szlovákul: Ptrukša) község Szlovákiában, a Kassai kerület Nagymihályi járásában.

## Fekvése
Nagykapostól 11 km-re délkeletre, a Szirén-patak mellett, a Latorca jobb partján fekszik. A Szirén eredendően a Latorca egyik mellékága volt, mely a Latorcából indult és oda is érkezett. Az 1950-es folyószabályozás hatására a Szirén jelenleg a Latorca egyik holtágából indul és később egy másik holtágba érkezik, így a Szirén már nem folyik tovább. A Szirén a község alacsonyabb fekvésű házai alatt kanyarodik délnek. A falu egyik fele dombra épült, melyet Matyi-dombnak hívnak. Három tóból álló halastavát Palakcsának nevezik.

## Nevének eredete
Eredeti nevét az egykori birtokos Puxay családról kapta. 1913-óta Szirénfalva a neve, arról a patakról, amely mellett fekszik.

## Története
A települést a 13. században alapították, első írásos említése 1281-ből származik. 1427-ben 2 nemesi kúria és 8 jobbágyház állt a faluban. 1599-ben egy nemesi kúriája és 10 jobbágyháza volt. 1715-ben 3, 1720-ban 2 háztartása adózott.
A 18. század végén, 1799-ben Vályi András így ír róla: „PRUKSA. Magyar falu Ungvár Vármegyében, földes Urai több Uraságok, lakosai külömbfélék, fekszik Kaposhoz két mértföldnyire, határja jó termékenységű, vagyonnyai is jelesek, első osztálybéli.”
1828-ban 61 házában 405 lakos élt.
Fényes Elek 1851-ben kiadott geográfiai szótárában így ír a faluról: „Ptruska, magyar-orosz falu, Ungh vgyében, ut. p. Ungvárhoz nyugot-délre 2 1/2 mfdnyire: 11 romai, 183 g. kath., 162 ref., 3 zsidó lak., ref. anyaszentegyházzal, nagy erdővel, s egy révvel a Latorcza vizén, mellyen a Bodrogközbe járnak által. F. u. Szerencsy István örök., Csathó, Tabódy, Orosz stb.”
1920-ig Ung vármegye Nagykaposi járásához tartozott, majd az újonnan létrehozott Csehszlovákiához csatolták. 1938-1945 között ismét Magyarország része.
A második világháború után területének mintegy háromnegyedét Ukrajnához csatolták.

## Népessége
| Év:            | 1994. | 2004.   | 2014.   | 2024.   |
| -------------- | ----- | ------- | ------- | ------- |
| Emberek száma: | 516   | 519     | 494     | 448     |
| Eltérés:       |       | +0,58 % | -4,81 % | -9,31 % |

| Év:            | 2023. | 2024.   |
| -------------- | ----- | ------- |
| Emberek száma: | 452   | 448     |
| Eltérés:       |       | -0,88 % |

1910-ben 707-en, túlnyomórészt magyar anyanyelvűek lakták.
2001-ben 544 lakosából 518 magyar és 23 szlovák volt.
2011-ben 512 lakosából 441 magyar és 60 szlovák volt.

## Nevezetességei
- A Pallagcsa (-tó) ma már 3 részből áll és az egyik részbe érkezik be a Szirén folyó. A falu környezete nagyon kellemes és nagy erdő található a falu mellett, amelyet sajnos napjainkban megritkítottak.
- Görögkatolikus templom.
- Református templom.

## Képek a faluról és közvetlen környékéről

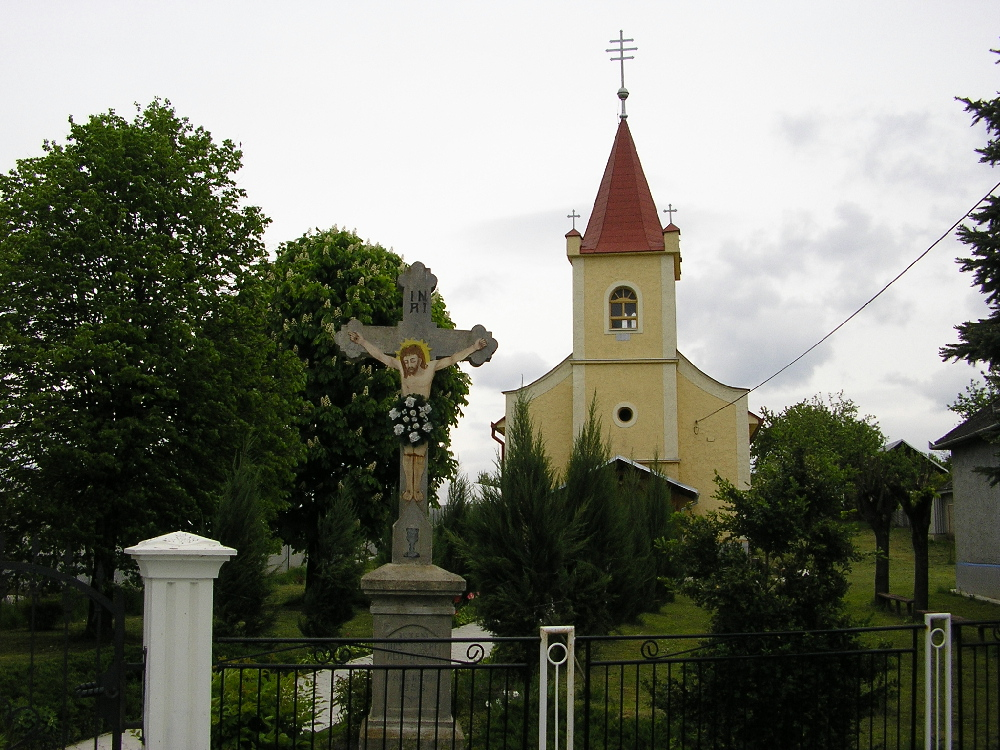
Szirénfalva görögkatolikus temploma
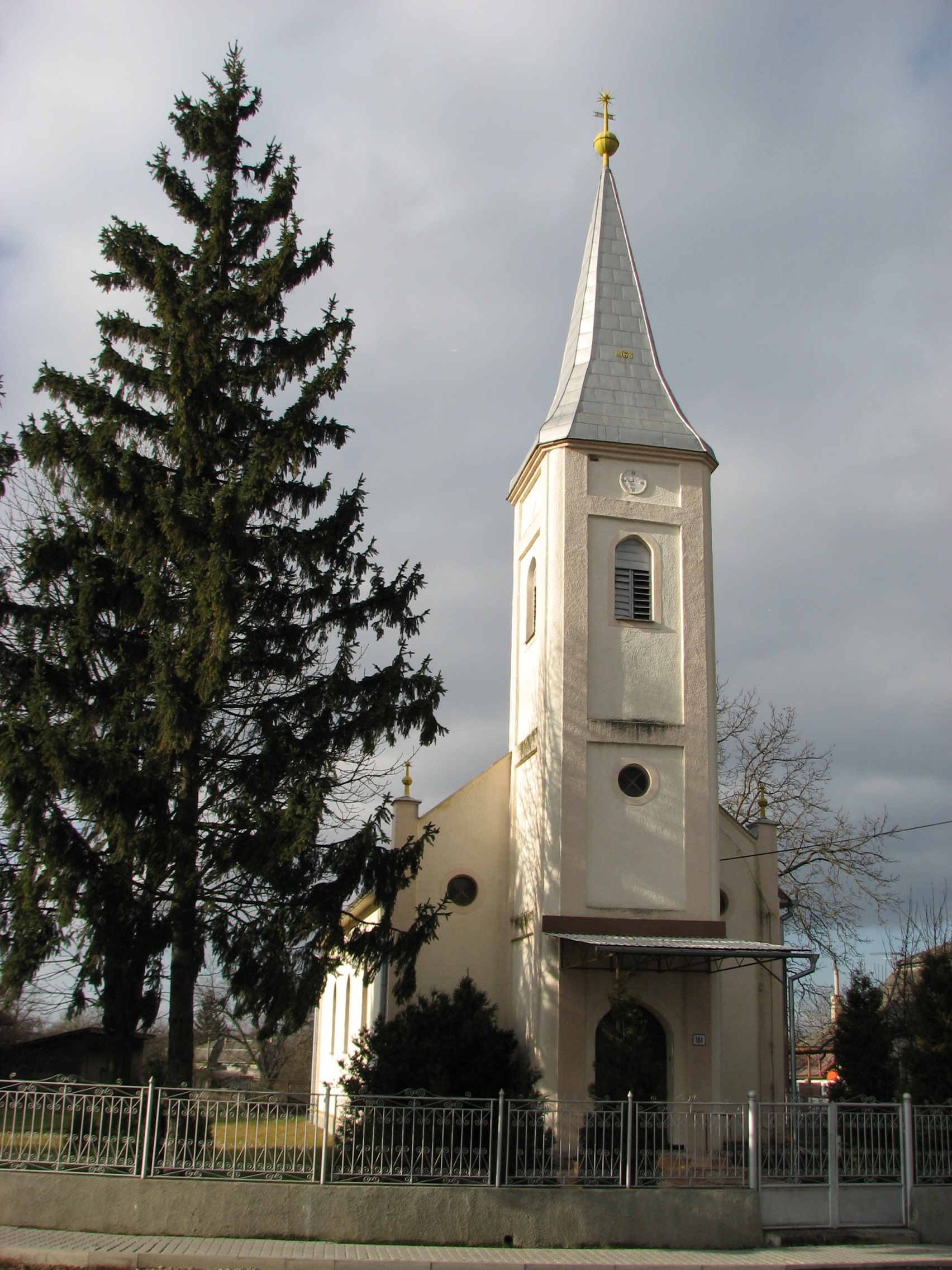
Szirénfalva református temploma
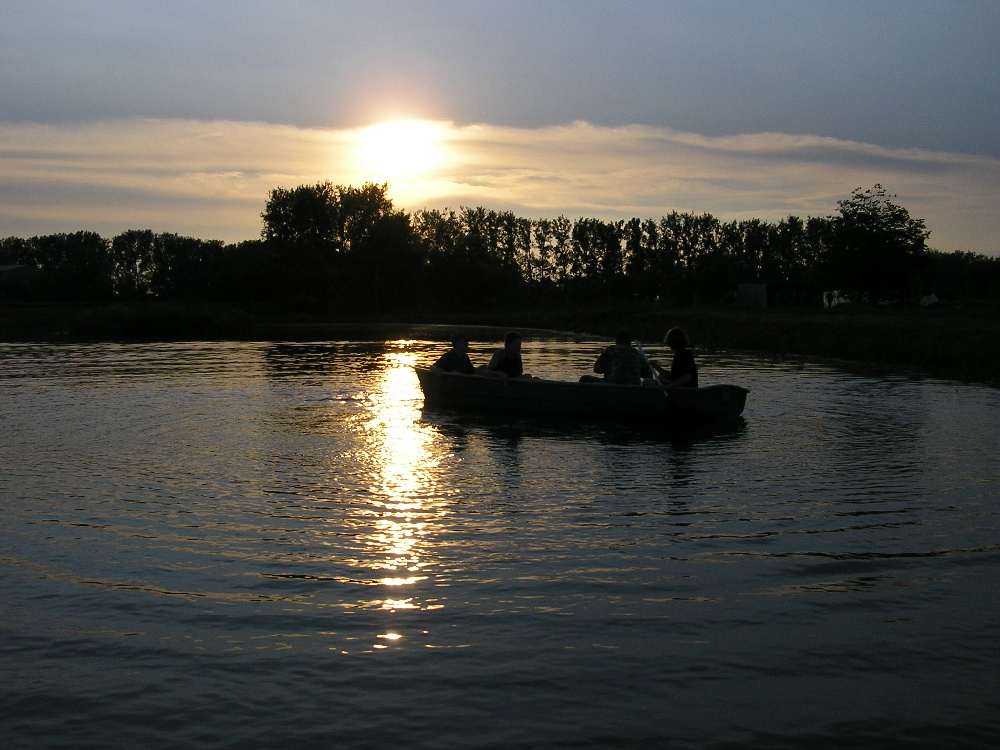
Csónakázás a Pallagcsán
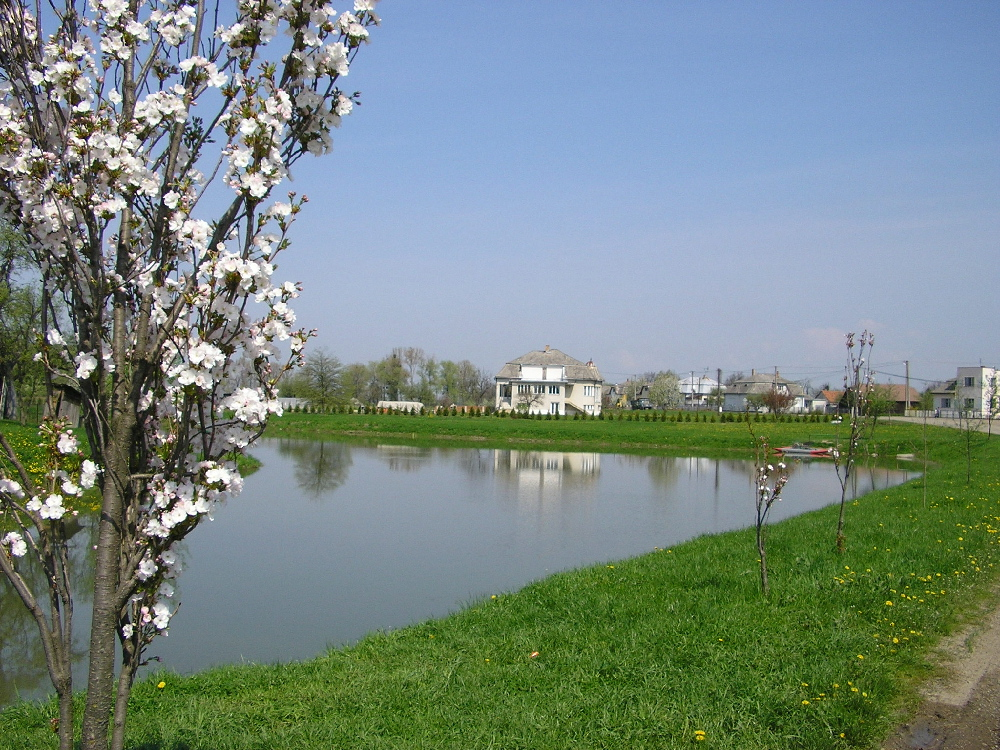
Látkép a Pallagcsa első részére
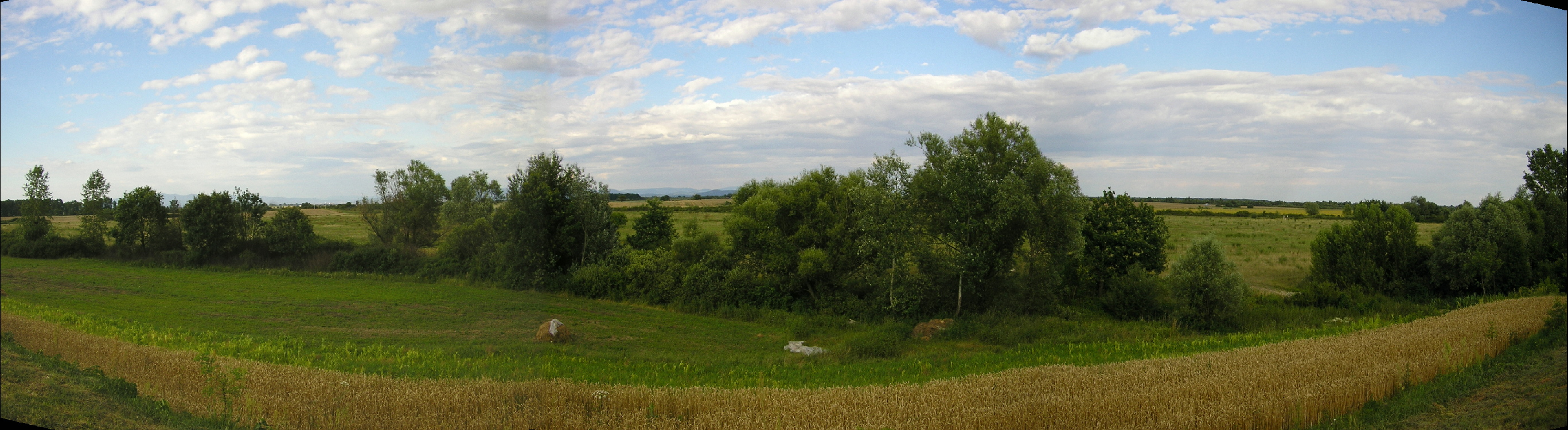
Az ukrán határ panoráma látképe a temetőről
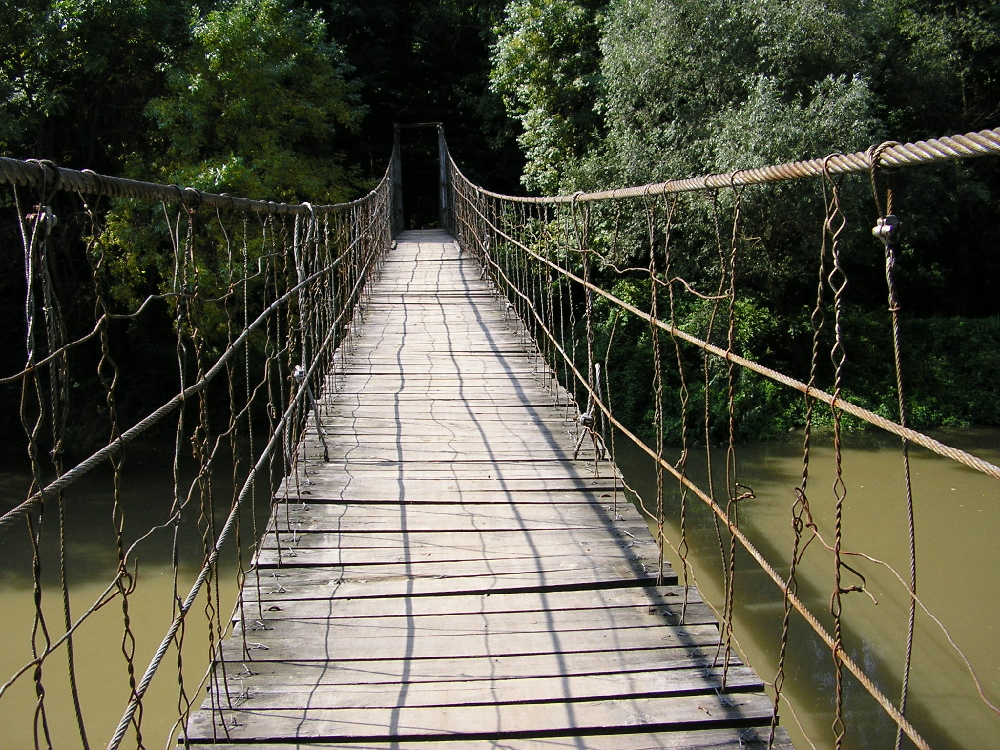
A Lengőhíd - az átkelő szemszögéből
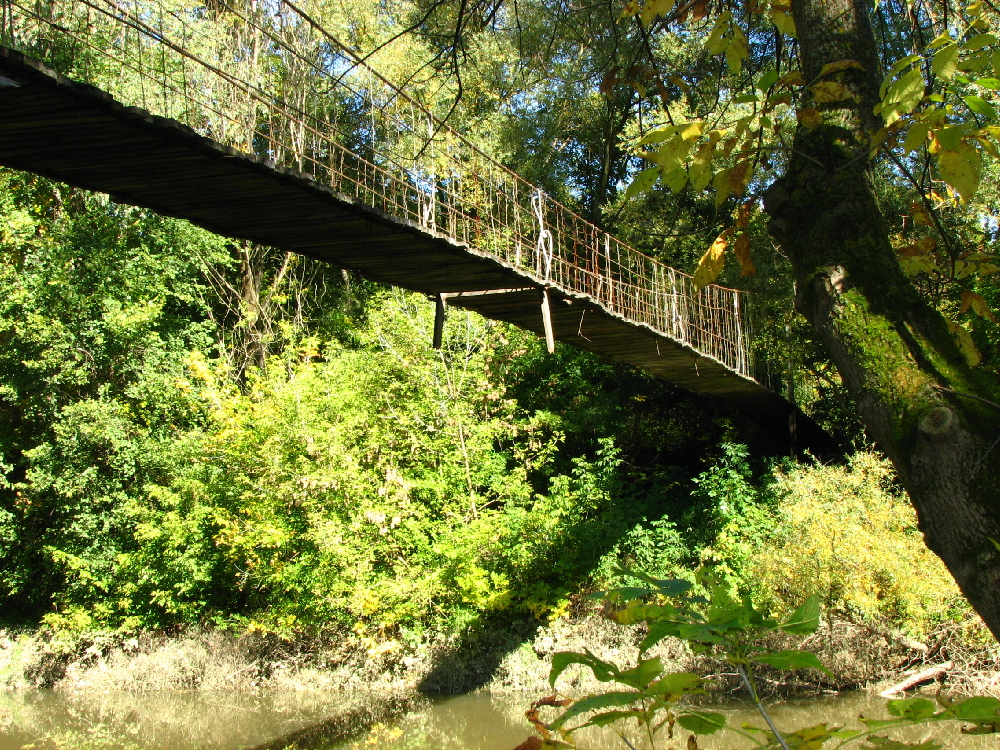
A Lengőhíd - a battyáni oldalról nézve